# 若昂蒙莱瓦迪
若昂蒙莱瓦迪是巴西米纳斯吉拉斯州的一个市镇。总面积99.283平方公里，总人口71658人，人口密度721.8人/平方公里。